# Hexagonalia laboutei
Hexagonalia laboutei is een krabbensoort uit de familie van de Trapeziidae. De wetenschappelijke naam van de soort is voor het eerst geldig gepubliceerd in 1997 door Galil.